# イダ＝ヴィル県
イダ＝ヴィル県（エストニア語：Ida-Viru maakond）は、エストニアを構成する15の県の一つである。エストニア北東部に位置し、北はフィンランド湾、南はペイプシ湖に面する。東はロシアに接している。